# Ermir Lenjani
Ermir Lenjani (Karaçevë, 5 de agosto de 1989) é um futebolista profissional albanês que atua como defensor, atualmente defende o FC Nantes.

## Carreira
Ermir Lenjani fez parte do elenco da Seleção Albanesa de Futebol da Eurocopa de 2016.